# Nelli Coomanová
Antoinette Hariette "Nelli" Coomanová (* 6. června 1964, Paramaribo, Surinam) je bývalá nizozemská atletka, která se věnovala nejkratším sprintům.
Je dvojnásobnou halovou mistryní světa a šestinásobnou halovou mistryní Evropy v běhu na 60 metrů. Dvakrát reprezentovala na letních olympijských hrách na stometrové trati. V Soulu 1988 nepostoupila ze semifinálového, v Barceloně 1992 ze čtvrtfinálového běhu. V roce 1986 získala na evropském šampionátu ve Stuttgartu bronzovou medaili. Zúčastnila se také ME v atletice 1994 v Helsinkách, kde ve finále běhu na 100 metrů skončila na 5. místě (11,40 s).
23. února 1986 zaběhla v hale šedesátimetrovou trať v čase rovných sedmi sekund, čímž tehdy vytvořila nový světový rekord. Její rekord překonala až o šest let později Jamajčanka Merlene Otteyová časem 6,96 s. Pod sedm sekund se později dostaly Gail Deversová a Irina Privalovová, která drží časem 6,92 s světový rekord od roku 1993. Pod tuto hranici zaběhly trať také dopingové hříšnice Marion Jonesová a Ekateríni Thánouová.

## Osobní rekordy
- 60 m (hala) – 7,00 s – 23. února 1986, Madrid
- 100 m (venku) – 11,08 s – 27. srpna 1986, Stuttgart